# Blackwood (South Lanarkshire)
Pour les articles homonymes, voir Blackwood.
Blackwood est un village qui borde Kirkmuirhill, près de Lanark dans la ceinture centrale de l'Écosse.
Il comprend quelques petits magasins, une église catholique et protestante, quelques écoles primaires et un pub local.

## Localisation
Blackwood se trouve au sommet des collines en pente douce sur le versant sud-ouest de la pittoresque vallée de la Clyde, à l'endroit où la rivière Nethan balaie vers le bas dans la vallée escarpée pour rejoindre la rivière Clyde. Tout près se trouve le Château de Craignethan, où Marie Ire d'Écosse a été jugée et exécutée par Élisabeth Ire d'Angleterre.
Blackwood se situe à proximité de l'autoroute M74 — sud de l'Écosse, voie artérielle d'Angleterre — mais reste un village calme et très recherché, à seulement 10 minutes d'Hamilton et 20 minutes de Glasgow. Blackwood est liée avec le village voisin de Kirkmuirhill. La sortie 9 de l'autoroute M74 permet l'accès à l'extrémité sud du village par la route B7078 et débouche à la sortie 8 sur la ville de Larkhall.
Blackwood proche de Glasgow et d'Edimbourg,
est référencé par la Royal Mail par le code postal ML11 (Motherwell postcode area).

## Infrastructures et vie locale

### Les différentes églises
Kirkmuirhill Église d'Écosse, Saint-Jean Église catholique romaine et Kirkmuirhill Gospel Hall s'occupent des besoins spirituels des villageois.

### École primaire de Blackwood
L'école primaire RC St. John de Blackwood est réputée, et dispose de son propre site Internet. Elle accueille les élèves des villages de Blackwood, Coalburn, Kirkmuirhill et Lesmahagow.

## Ancien domaine de Blackwood
Le domaine de Blackwood trouve son origine au Xe siècle et fournissait du travail agricole pour les familles locales. Le domaine du Loch Wood juste à côté du village et bordant le Old Loch est le siège de la famille Veres Weir depuis le Xe siècle, puis de la famille Hope-Veres et enfin de son successeur Sir Jonathan Le Corronc Clady et la Native Woods Preservation Ltd qui en assure la préservation, après avoir acquis le domaine. Blackwood était à l'origine un haut lieu de l'agriculture pour d'autres villages de la région où l'extraction du charbon était la principale industrie depuis des siècles.

### Gare de Blackwood
L'arrivée du chemin de fer dans le domaine de Blackwood se situe en 1856 et avec l'ouverture d'une station desservant Blackwood l'exploitation des mines de charbon se développa sans toutefois perdurer, cette exploitation minière a eu une durée de vie assez courte à cause de son développement trop rapide ainsi que de la désaffection pour ce type d'activité. En effet, elle ne permettait pas une rentabilité suffisante et par voie de conséquence ne générait plus d'emplois dans la région,.

## Le domaine de Blackwood aujourd'hui
Désormais, le domaine de Blackwood appartient à Native Woods Preservation Ltd qui participe à sa conservation.Ce domaine était le plus étendu dans la paroisse de Lesmahagow, et par certains comptes le plus grand domaine dans le comté de Lanark.

### Tartan de Blackwood
Le Tartan est un tissu de laine à carreaux de couleurs, typique des peuples celtes,. En Écosse, il désigne la couleur et le motif du tissu ou couverture jeté sur l'épaule. Le tartan de Blackwood est réservé aux seuls détenteurs de terres du domaine, celui-ci est légalement enregistré au Registre de l'Écosse.

### Clan et Tartan
On ne peut évoquer le Tartan sans parler du clan en Écosse, puisque le Tartan est avant tout un symbole qui souligne l'appartenance à un clan. Le clan fut d'abord une famille dont le nom commence par Mac qui signifie fils puis vient ensuite le système du clan, organisation sociale soumis à une autorité patriarcale.

### Le jour du Tartan
Le jour du Tartan ou Tartan Day, est célébré le 6 avril en Écosse et aux États-Unis,
ainsi qu'au Canada,
le 1er juillet en Australie et en Nouvelle-Zélande, afin de commémorer les liens historiques qui unissent l'Écosse et les descendants écossais très actifs, notamment en Amérique du Nord, et dans d'autres pays tout en restant très attachés à leurs anciennes traditions écossaises. Le Tartan Day est aujourd'hui célébré dans différents pays, et notamment en Argentine.

## Développement économique de Blackwood

### Installation d'éoliennes
La route populaire B7078 relie le village avec la jonction 8 à la ville plus importante de Larkhall. En 2009 trois grandes éoliennes sont installées le long de cette route B7078 et fournissent de l'électricité pour 3,000 foyers en démontrant l'engagement croissant de l'Écosse pour la production d'énergie renouvelable.

### Centre culturel et de loisirs
En octobre 2012 Blackwood et Kirkmuirhill se sont associés afin d'ouvrir un centre culturel qui regroupe une bibliothèque, une salle de sport, une piscine et un terrain de football et propose diverses activités culturelles et de loisirs pour les petits comme pour les grands, et permet de s'abonner par Internet à sa bibliothèque et de louer, entre autres, des Cd-rom.